# Tachina fissa
Tachina fissa là một loài ruồi trong họ Tachinidae.